# Affori FN
Affori FN – stacja metra w Mediolanie, na linii M3. Znajduje się na via Alessandro Astesani, w Mediolanie i zlokalizowana jest pomiędzy stacjami Comasina i Affori Centro.